# 290. vojaškopolicijska brigada (ZDA)
290. vojaškopolicijska brigada je vojaškopolicijska brigada Kopenske vojske Združenih držav Amerike.